# Kusuriya
Kurutiya fou una ciutat a l'est d'Hattusa en la qual es va lliurar una batalla de la guerra civil entre Mursilis III i Hattusilis d'Hapkis. La ciutat devia ser propera a un riu anomenat riu Vermell o Roig, molt probablement el que es coneix actualment com a Kızılırmak.